# Nans-les-Pins
Nans-les-Pins is een gemeente in het Franse departement Var (regio Provence-Alpes-Côte d'Azur) en telt 3159 inwoners (1999). De plaats ligt in de nabijheid van de stad Saint-Maximin-la-Sainte-Baume en maakt deel uit van het arrondissement Brignoles.
In Nans bevinden zich enkele door Nederlandse investeerders tot stand gebrachte parken met vakantiehuizen.

## Geografie
De oppervlakte van Nans-les-Pins bedraagt 47,8 km², de bevolkingsdichtheid is 66,1 inwoners per km².
De Huveaune, die in Marseille uitmondt in de Middellandse Zee, ontspringt in Nans-les-Pins.
De onderstaande kaart toont de ligging van Nans-les-Pins met de belangrijkste infrastructuur en aangrenzende gemeenten.

## Demografie
Onderstaande figuur toont het verloop van het inwonertal (bron: INSEE-tellingen).